# Dana Wyse
Dana Wyse (geboren 9. August 1965 in Vancouver) ist eine kanadische Objekt- und Aktions-Künstlerin.

## Leben und Wirken
Dana Wyse schloss die University of British Columbia im Jahr 1991 mit einem Bachelor of Fine Arts ab. Ihre frühen Arbeiten haben einen Schwerpunkt im Bereich der Fotografie. Darin setzt sie sich mit der Geschichte und Umwelt Kanadas auseinander.

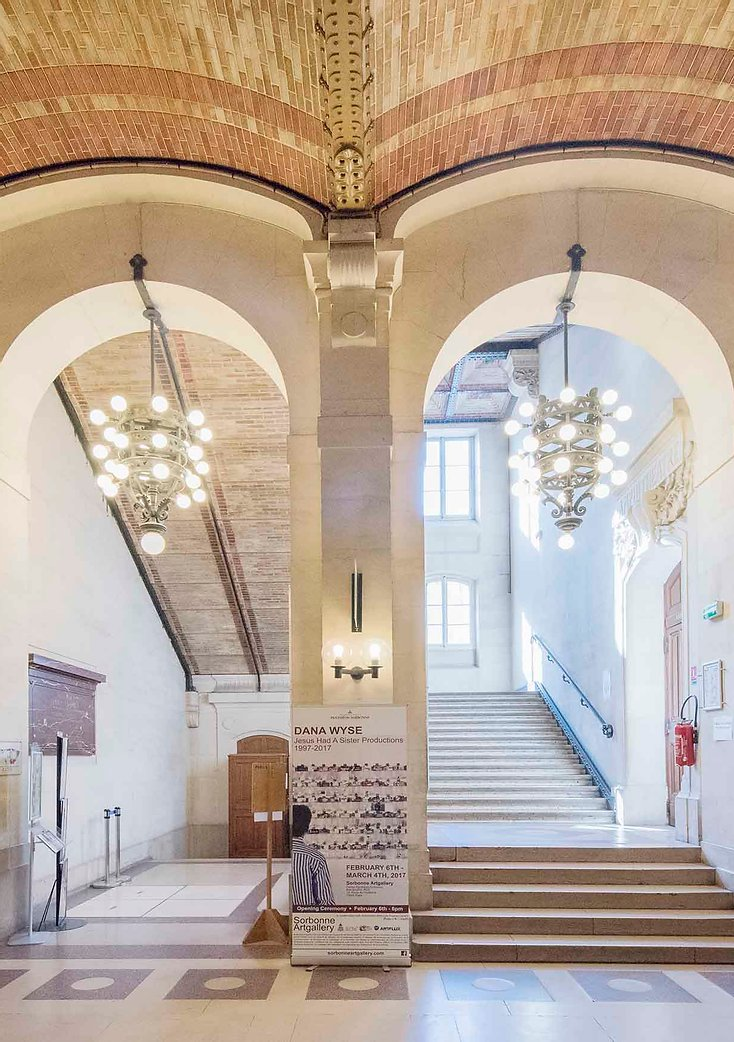
Ausstellung Jesus Had a Sister Productions 1997–2017, Freitreppe Sorbonne Université

1996 begann Wyse mit der Arbeit an Objekten unter dem Label Jesus Had A Sister Productions. Dabei handelt es sich um prozesshafte Kunst, die ironisierend die Grenzen zwischen Kunst und Kommerz aufbricht. Die Werke werden als Produkte eines fiktiven pharmazeutischen Unternehmens ausgegeben und haben die Form von Pillen, Sprays, gelegentlich Kinderspielzeug und anderen Medien. Dabei handelt es sich um in Plastik verpackte Objekte mit einem angehefteten Pappstreifen, der ihre vermeintlichen Anwendungsbereiche erläutert. Die Pappstreifen, an denen die Objekte befestigt sind, erinnern optisch an Werbeanzeigen der 1960er Jahre und spielen mit konservativen Geschlechterstereotypen sowie dem schnelllebigen Image von Massenkonsum. Der Verkauf der Objekte erfolgt nicht im Verbraucherhandel, sondern über Galerien und Museumsshops sowie auf der Website der Künstlerin.
Das Heilsversprechen der Objekte liegt in der Erfüllung unerreichbarer sozialer Utopien, individueller Sehnsüchte und geheimer Träume durch simple Einnahme einer einzigen Pille. Sie thematisiert dabei sowohl triviale als auch weitreichende Probleme sozialer Beziehungen oder globale politische Probleme, so etwa: „Erinnere dich immer daran, wo du deine Schlüssel gelassen hast“, „Akzeptiere, dass du absolut allein bist“, „Bring deine Katze dazu, wie Celine Dion zu singen“, „Instant Jihad“, „Stell dir die Welt ohne Weiße vor“ oder „Wisse genau, wann und wie du sterben wirst“. Louise Grout de Beaufort schlussfolgert: „Die Wirksamkeit der Therapie liegt nicht in der direkten Einnahme der Pille, sondern in der Fähigkeit, uns mit Subtilität eine andere Realität der sozialen Beziehungen zu offenbaren.“
Wyse lebt und arbeitet in Vancouver und in Aubervilliers in Frankreich.

## Sammlungen
Werke von Dana Wyse sind unter anderem Bestandteil der Sammlungen des Museum of Contemporary Art, Los Angeles, des New Museum of Contemporary Art in New York, der Deutschen Guggenheim Berlin, des Musée d’art moderne de la Ville de Paris, des Palais de Tokyo, und des Schloss Montsoreau – Museum für zeitgenössische Kunst.

Château de Montsoreau-Musée d'art contemporain (2017)
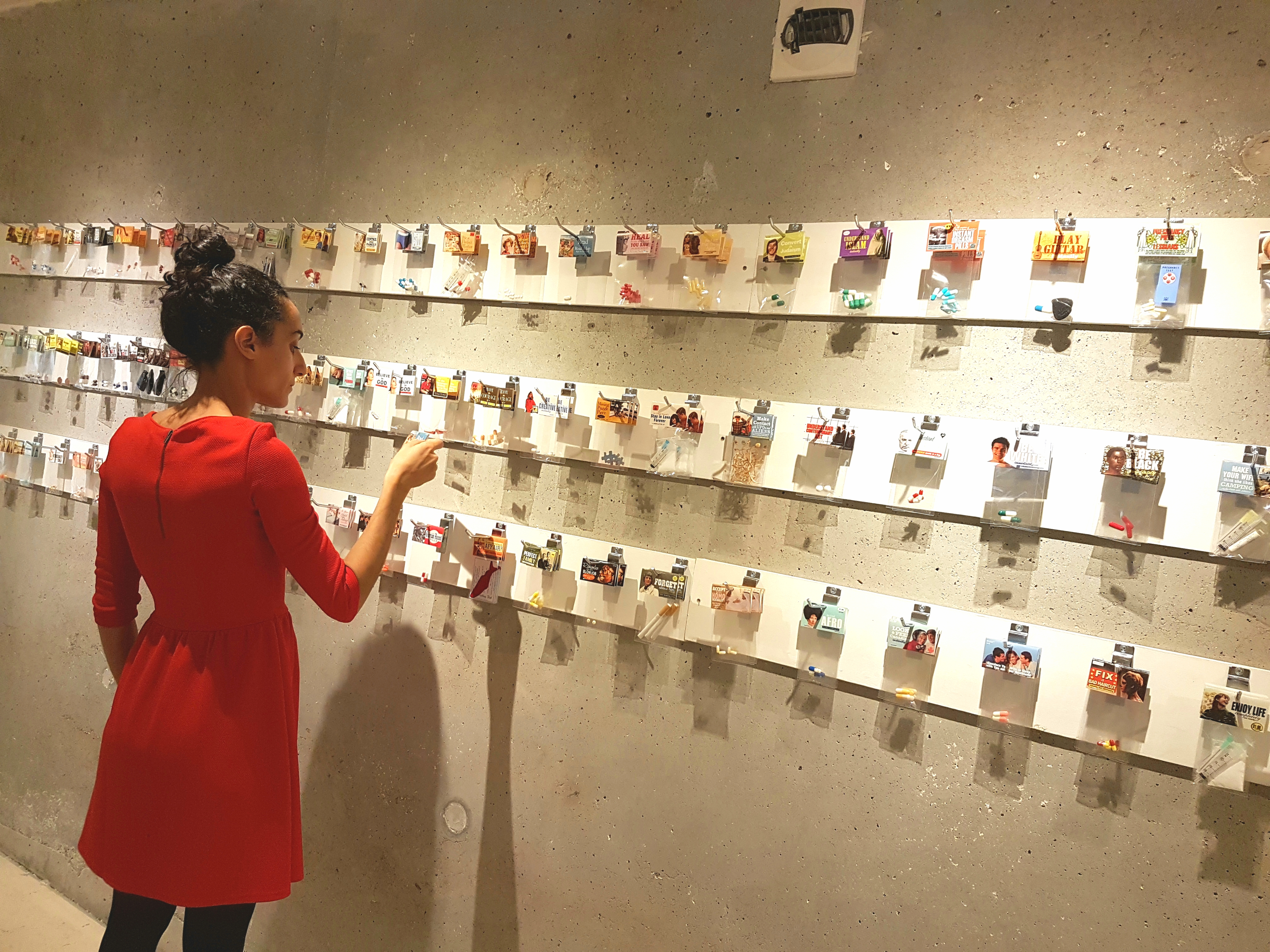
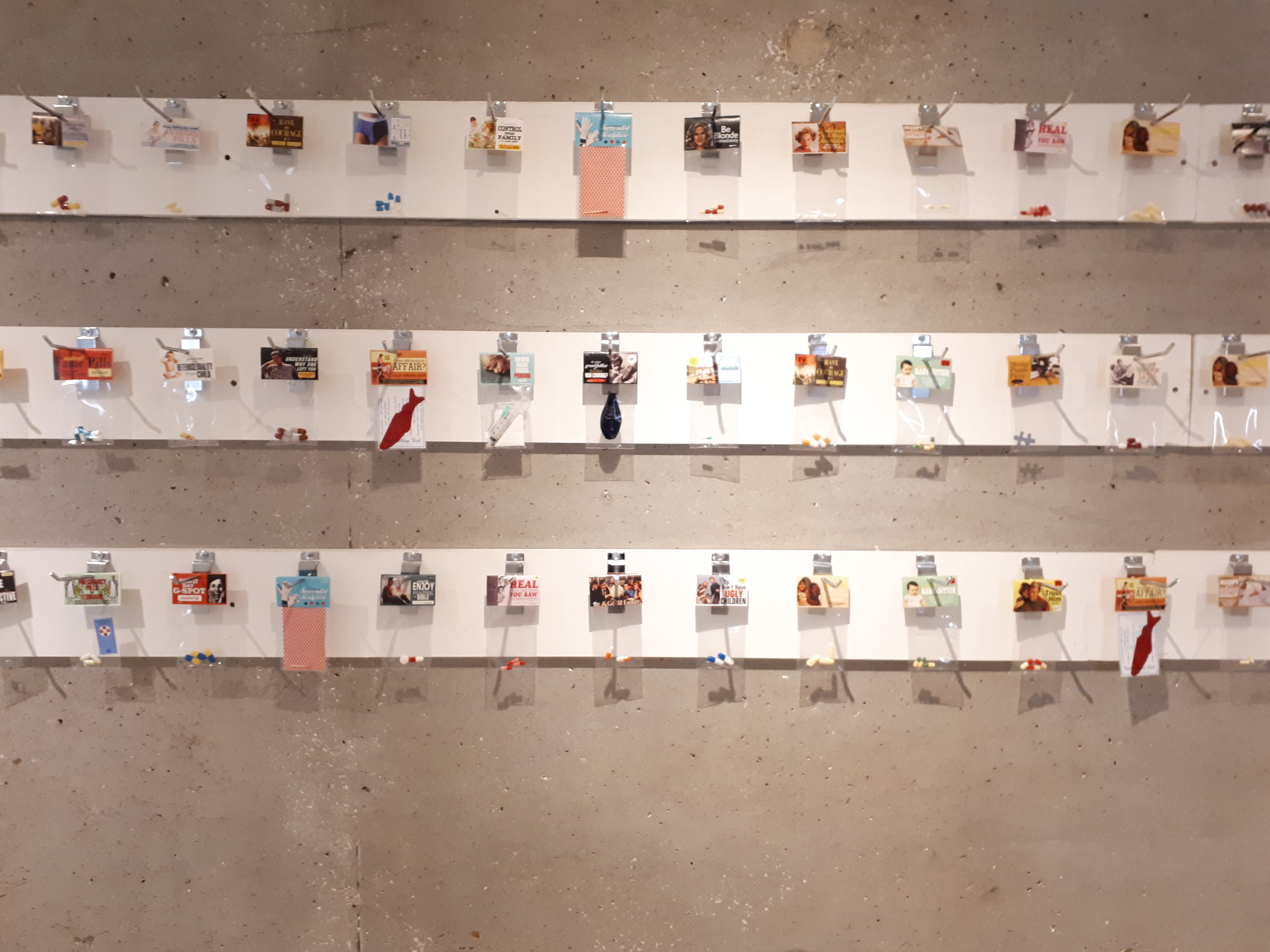
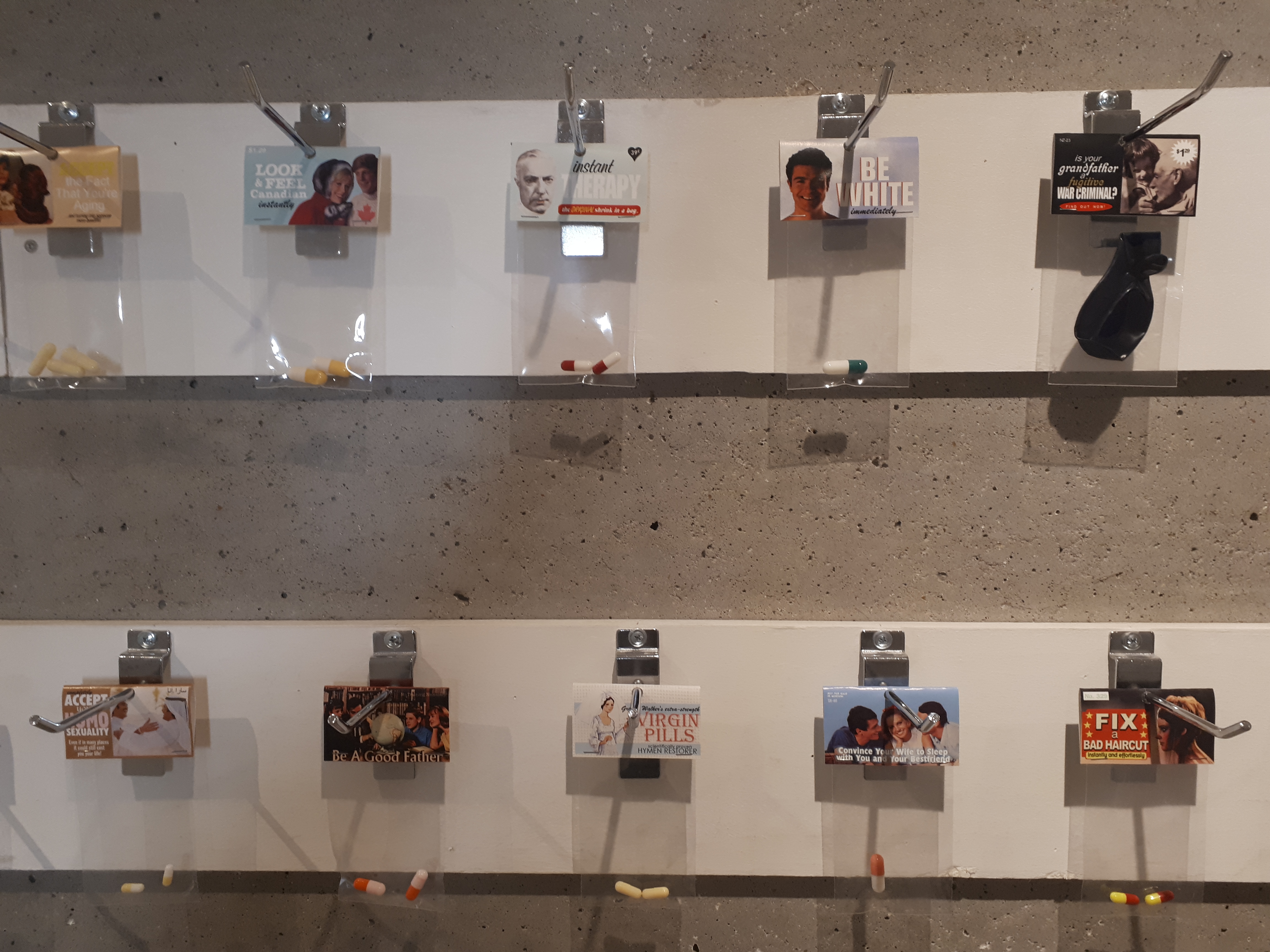

## Ausstellungen (Auswahl)

### Einzelausstellungen
- 2001: Artcore Gallery, Toronto
- 2001: Third Avenue Gallery, Vancouver
- 2001: Galerie Anton Weller, Paris
- 2001: France Cultuur Centrum, Brügge
- 2001: Galerie Rebecca Container, Genua
- 2002: Torch Gallery, Amsterdam
- 2002: Galeria Horrach Moyà, Palma de Mallorca
- 2002: New Art Barcelona, Barcelona
- 2004: Pulse of America, Aeroplastics Gallery, Brüssel
- 2005: Centre culturel Maurice Eliot, Epinay-sur-Senart
- 2017: Jesus Had A Sister Productions, Sorbonne ArtGallery, Paris

## Publikationen
- Aynsley Vogel, Dana Wyse: Vancouver: A History in Photographs. Canmore, Altitude Publishing 1997, ISBN 978-1-55153-076-5.
- Mannheimer Kunstverein (Hrsg.): One of those days: Erwin Wurm / Cornelius Völker / Martin Liebscher / Marko Lehanka / Anton Henning / Udo Koch / Dana Wyse u. a. Katalog. Mannheimer Kunstverein, Mannheim 2000.
- Elisabeth Lebovici: Dana Wyse: Jesus Had A Sister Productions 1996–2001, 2001.
- Elisabeth Lebovici, Hans Obrist, Hans Ulrich, Dana Wyse: How to Turn Your Addiction to Prescription Drugs into a Successful Art Career. Paris, Editions du Regard 2007, ISBN 978-2-841051991.

## Weiterführende Literatur
- Maura Reilly, Linda Nochlin (Hrsg.): Global Feminisms: New Directions in Contemporary Art. Merrell 2007, ISBN 978-1-85894-390-9.
- Catherine Gonnard, Elisabeth Lebovici: Femmes Artistes/Artistes Femmes: Paris, de 1880 à nos jours. Editions Hazan, Paris 2007, ISBN 978-2-7541-0206-3.